# Ilithyie
Dans la mythologie grecque, Ilithyie ou Eileithyie (en grec ancien Εἰλείθυια / Eileíthuia), ou Ilithyies au pluriel, sont la ou les déesses de l'Enfantement. 
Ilithyie correspond à Junon Lucine dans la mythologie romaine.

## Étymologie
Le nom d'Ilithyie remonte au moins au mycénien Ereutija, mentionné sur une tablette de Cnossos à côté du mot aminiso (Aminisos) à propos d'une offrande de miel. Le mycénien a donné la forme ancienne Ἐλεύθυια / Eleútuia puis, par dissimilation, Εἰλείθυια.
Deux étymologies différentes ont été envisagées. La première part du thème ἐλευθ- / eleuth- (de ἐλεύσομαι / eleúsomai, « venir, aller ») : Ilithyie serait « celle qui vient » ou « celle qui fait venir » ; la seconde estime qu'il s'agit d'un terme pré-hellénique.
Son nom Ἐλυσία / Elysia en Laconie et à Messène la relie probablement au mois Eleusinios et à Éleusis.

## Famille
Ilithyie est une fille de Zeus et de Héra, les souverains de l'Olympe. Cela fait donc de Cronos et Rhéa ses grands-parents tant paternels que maternels, et de Héphaïstos, Arès, Hébé, Ényo, Angélos, Éleutheria et Éris ses frères et sœurs de plein sang. Ilithyie a également, de par son père, de nombreux demi-frères et demi-sœurs : l'abondante progéniture de Zeus.
Ilithyie est également la mère du jeune dieu Sosipolis, le père de ce dernier n'étant cependant pas donné.

## Mythe
Homère connaît tantôt une Ilithyie, qui préside aux accouchements, tantôt deux sœurs, les Ilithyies. Loin de faciliter les accouchements, elles semblent en provoquer les douleurs :

« Comme une femme en plein travail souffre du trait cruel
Que lui décochent tout à tour les sombres Ilithyies,
Ces deux filles d’Héra qui font le travail si amer »

Elle est avant tout μογοστόκος / mogostókos, la déesse des douleurs de l'enfantement.
Elle est, chez Hésiode, le troisième enfant de Zeus et d'Héra, après Hébé et Arès. 
Un hymne d’Olen de Lycie la présente cependant comme une Hyperboréenne, mère d’Éros. 
Pindare la rapproche des Moires.
Elle n'apparaît dans le mythe qu'en tant que personnage secondaire. 
Dans la légende d'Héraclès, les Ilithyies sont retenues par Héra, qui veut empêcher Alcmène d'accoucher du héros avant que la femme de Sthénélos n'ait donné naissance à Eurysthée. 
Héra retient également Ilithyie prisonnière pour éviter qu'elle n'aide la délivrance de Léto, sur le point d’accoucher d'Apollon et Artémis. Léto souffre les douleurs de l'enfantement avant qu'Iris, messagère des dieux, ne parvienne à faire venir Ilithyie. Aussitôt qu'elle est arrivée, les dieux viennent au monde ; Ilithyie salue la naissance d'un grand cri, tout comme la Moire Lachésis. 
Elle assiste également la délivrance d'Évadné, mère de Iamos.
Les Éléens l'identifièrent comme la déesse ayant apporté son fils pour les sauver, alors que l'Élide avait été envahie par les Arcadiens. Elle était apparue aux Éléens sous la forme d'une femme portant son jeune garçon au sein et leur raconta qu'après avoir accouché de son enfant, elle avait eu une vision dans un rêve lui disant d'offrir ce dernier comme champion aux Éléens. Les généraux la crurent et placèrent l'enfant nu devant leurs rangs. Il se transforma en serpent lorsque les Arcadiens attaquèrent, les faisant fuir, et les Éléens emportèrent ainsi la victoire. Ils nommèrent le garçon Sosipolis (« sauveur de la ville») et lui bâtirent un sanctuaire ainsi qu'à sa mère là où il s'était transformé.

## Culte

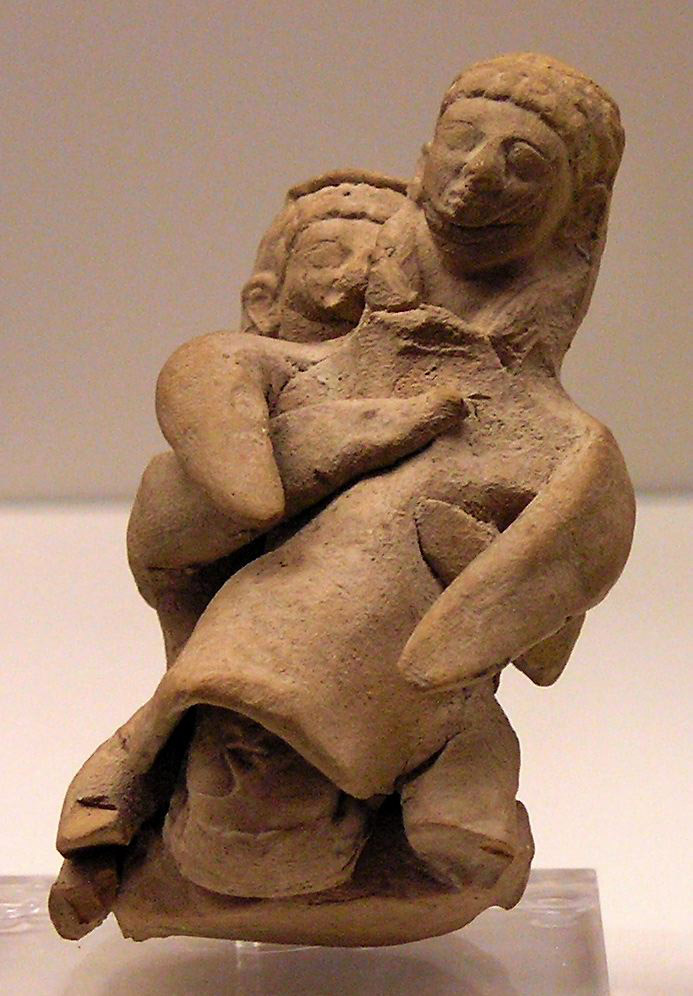
Accouchement, figurine en terre cuite de Chypre, début du, musée du Louvre.

Ilithyie est sans doute une Déesse-Mère minoenne. Homère mentionne son sanctuaire dans une grotte à Amnisos, le port de Cnossos. 
Ilithyie est particulièrement vénérée en Crète, en Laconie et à Délos. Les Ilithyies, au nombre de trois, recevaient des offrandes de gâteaux, galettes et pâtisseries lors de la seconde nuit des célébrations des jeux séculaires à Rome.
Elle avait un sanctuaire à Olympie qui lui était consacré ainsi qu'à son fils, Sosipolis. Le bâtiment comportait deux parties, la partie avant était publique et dédiée à Ilithyie mais, dans la partie intérieure, Sosipolis était vénéré et seule la prêtresse responsable du dieu pouvait entrer. Les éléens choisissait chaque année une femme âgée comme prêtresse pour la déesse qui était également responsable du culte de Sosipolis.

## Représentations artistiques
Ilithyie est souvent présente lors de la naissance d'Athéna. Elle est par exemple nommée sur une amphore tyrrhénienne du Peintre de Prométhée (570-565 av. J.-C.), où elle se tient derrière Zeus. Elle apparaît également dans le cortège des dieux aux noces de Thétis et Pélée sur le dinos Erskine.
De nombreuses figurines en terre cuite montrent une femme accroupie en train d'accoucher, soutenue par une sage-femme. Il est possible qu'il s'agisse de représentations d'Ilithyie.